# Inzai, Chiba
Inzai (印西市 Inzai-shi) là một thành phố thuộc tỉnh Chiba, Nhật Bản.